# Morti nel 2024/Giugno
| Questa pagina contiene informazioni ricavate automaticamente dalle voci biografiche con l'ausilio del template Bio e di un bot. L'aggiornamento è periodico e automatico e ricostruisce completamente la pagina. Se manca una persona in questa lista, sei pregato di non aggiungerla, ma accertati piuttosto che la sua voce biografica contenga il template Bio e che i dati anagrafici siano correttamente compilati. Se il template Bio manca, inseriscilo tu stesso o, in alternativa, metti l'avviso {{tmp\|Bio}} che ne segnala la mancanza. Se i dati riportati sono sbagliati, correggi direttamente la voce biografica; le modifiche saranno visibili in questa lista entro pochi giorni. Per chiarimenti vedi il progetto biografie. La lista contiene solo le 195 persone che sono citate nell'enciclopedia e per le quali è stato implementato correttamente il template Bio. Pagina aggiornata al 18 ago 2025. |

- 1º giugno - Erich Anderson, attore statunitense (n. 1956)
- 1º giugno - Raffaele Aurisicchio, politico italiano (n. 1953)
- 1º giugno - Andrzej Kostenko, regista, direttore della fotografia e sceneggiatore polacco (n. 1936)
- 1º giugno - Ruth-Maria Kubitschek, attrice tedesca (n. 1931)
- 1º giugno - Philippe Leroy, attore francese (n. 1930)
- 1º giugno - Salvador Miranda, bibliografo, bibliotecario e storico cubano (n. 1939)
- 2 giugno - Larry Allen, giocatore di football americano statunitense (n. 1971)
- 2 giugno - Carl Cain, cestista statunitense (n. 1934)
- 2 giugno - Jeannette Charles, attrice britannica (n. 1927)
- 2 giugno - Emma Lou Diemer, compositrice statunitense (n. 1927)
- 2 giugno - Duane Klueh, cestista e allenatore di pallacanestro statunitense (n. 1926)
- 2 giugno - Janis Paige, attrice statunitense (n. 1922)
- 2 giugno - Luigi Saraceni, magistrato, avvocato e politico italiano (n. 1937)
- 3 giugno - Brigitte Bierlein, giurista e politica austriaca (n. 1949)
- 3 giugno - Jürgen Moltmann, teologo tedesco (n. 1926)
- 3 giugno - Dag Erik Pedersen, ciclista su strada norvegese (n. 1959)
- 3 giugno - William Russell, attore britannico (n. 1924)
- 3 giugno - Armando Silvestre, attore messicano (n. 1926)
- 4 giugno - Daniel Borroni, cestista uruguaiano (n. 1945)
- 4 giugno - Francesco Bruni, politico italiano (n. 1929)
- 4 giugno - Gianpaolo Dozzo, politico italiano (n. 1954)
- 4 giugno - Parnelli Jones, pilota automobilistico e manager statunitense (n. 1933)
- 4 giugno - Matilde Koen-Sarano, scrittrice israeliana (n. 1939)
- 4 giugno - Moshe Kotlarsky, rabbino, mistico e educatore statunitense (n. 1949)
- 4 giugno - Ria Lubbers, olandese (n. 1940)
- 4 giugno - Mbomboko Ngoy, calciatore della Repubblica Democratica del Congo (n. 1977)
- 4 giugno - Ahmad Shah Khan, afghano (n. 1934)
- 4 giugno - Ugo Stornaiolo, scrittore, giornalista e ingegnere italiano (n. 1930)
- 5 giugno - Rosalina Neri, attrice e cantante lirica italiana (n. 1927)
- 5 giugno - C.Gambino, rapper svedese (n. 1998)
- 5 giugno - Ben Vautier, performance artist francese (n. 1935)
- 6 giugno - Luis Armendáriz, cestista argentino (n. 1939)
- 6 giugno - Joseph Hardy, regista teatrale statunitense (n. 1929)
- 6 giugno - Glan Letheren, calciatore gallese (n. 1956)
- 6 giugno - Fumihiko Maki, architetto giapponese (n. 1928)
- 6 giugno - Alan Ralph Millard, orientalista britannico (n. 1937)
- 6 giugno - Sergej Petrovič Novikov, matematico sovietico (n. 1938)
- 6 giugno - Aldo Piromalli, poeta e artista italiano (n. 1946)
- 7 giugno - William Anders, astronauta, generale e funzionario statunitense (n. 1933)
- 7 giugno - Jean-Kasongo Banza, calciatore della Repubblica Democratica del Congo (n. 1974)
- 7 giugno - David Boaz, politologo statunitense (n. 1953)
- 7 giugno - Attilio Cassinelli, illustratore italiano (n. 1923)
- 7 giugno - André Ferreira, pallavolista brasiliano (n. 1964)
- 8 giugno - Pippo Corigliano, giornalista, scrittore e ingegnere italiano (n. 1942)
- 8 giugno - Christophe Deloire, giornalista e scrittore francese (n. 1971)
- 8 giugno - Oswald Ducrot, linguista francese (n. 1930)
- 8 giugno - Klaus Töpfer, politico tedesco (n. 1938)
- 8 giugno - Éric Vu-An, ballerino, coreografo e direttore artistico francese (n. 1964)
- 8 giugno - Chet Walker, cestista statunitense (n. 1940)
- 8 giugno - Maria da Conceição Tavares, economista e politica portoghese (n. 1930)
- 9 giugno - Lynn Conway, informatica, inventrice e attivista statunitense (n. 1938)
- 9 giugno - Simon Cowell, ambientalista e conduttore televisivo britannico (n. 1952)
- 9 giugno - Yoshiko Kuga, attrice giapponese (n. 1931)
- 9 giugno - Manuel Pérez, allenatore di pallacanestro cubano (n. 1944)
- 10 giugno - Saulos Chilima, politico malawiano (n. 1973)
- 10 giugno - Arnold Mindell, psicologo statunitense (n. 1940)
- 11 giugno - Simone D'Auria, architetto, artista e designer italiano (n. 1976)
- 11 giugno - Françoise Hardy, cantautrice, scrittrice e attrice francese (n. 1944)
- 11 giugno - Robert Hughes, allenatore di pallacanestro statunitense (n. 1928)
- 11 giugno - Tony Hunter, giocatore di football americano statunitense (n. 1960)
- 11 giugno - Bill Ligon, cestista statunitense (n. 1952)
- 11 giugno - Tony Lo Bianco, attore statunitense (n. 1936)
- 11 giugno - Tony Mordente, ballerino, coreografo e regista televisivo statunitense (n. 1935)
- 11 giugno - Dick Rosenthal, cestista e dirigente sportivo statunitense (n. 1930)
- 11 giugno - Cristino Seriche Bioko, politico equatoguineano (n. 1940)
- 11 giugno - Hans Rudolf Spillmann, tiratore a segno svizzero (n. 1932)
- 11 giugno - Giuseppe Tripaldi, giornalista italiano (n. 1942)
- 12 giugno - Santino Ciceri, calciatore italiano (n. 1935)
- 12 giugno - Neil Goldschmidt, politico e avvocato statunitense (n. 1940)
- 12 giugno - Sherwood Idso, fisico, idrologo e meteorologo statunitense (n. 1942)
- 12 giugno - Franca Lumachi, attrice e doppiatrice italiana (n. 1932)
- 12 giugno - Ilva Niño, attrice brasiliana (n. 1934)
- 12 giugno - Jerry West, cestista, allenatore di pallacanestro e dirigente sportivo statunitense (n. 1938)
- 12 giugno - Vjačeslav Dmitrievič Zudov, cosmonauta sovietico (n. 1942)
- 12 giugno - Fernando José de França Dias Van-Dúnem, politico e diplomatico angolano (n. 1934)
- 13 giugno - Luciano Arcuri, psicologo italiano (n. 1940)
- 13 giugno - Tommy Banks, calciatore inglese (n. 1929)
- 13 giugno - Angela Bofill, cantante statunitense (n. 1954)
- 13 giugno - Benji Gregory, attore e doppiatore statunitense (n. 1978)
- 14 giugno - Paolo Carù, giornalista e critico musicale italiano (n. 1947)
- 14 giugno - Giancarlo Fusato, calciatore italiano (n. 1937)
- 14 giugno - Christiane Mercelis, tennista belga (n. 1931)
- 14 giugno - George Nethercutt, politico e avvocato statunitense (n. 1944)
- 15 giugno - Kevin Campbell, calciatore inglese (n. 1970)
- 15 giugno - Maria Clelia Cardona, poetessa, scrittrice e traduttrice italiana (n. 1940)
- 15 giugno - Frank D'Arcy, calciatore inglese (n. 1946)
- 15 giugno - Vincent Mauro, arbitro di calcio italiano (n. 1943)
- 15 giugno - Matija Šarkić, calciatore montenegrino (n. 1997)
- 15 giugno - Rinaldo Smordoni, attore italiano (n. 1933)
- 16 giugno - Paul Chemetov, architetto e urbanista francese (n. 1928)
- 16 giugno - Elena Ivanovici, cestista rumena (n. 1937)
- 16 giugno - Bob Schul, mezzofondista statunitense (n. 1937)
- 16 giugno - Donna Theodore, attrice statunitense (n. 1941)
- 17 giugno - Luciano Acquarone, maratoneta e mezzofondista italiano (n. 1930)
- 17 giugno - Claudio Graziano, generale italiano (n. 1953)
- 17 giugno - Jacqueline Laurence, attrice e regista teatrale francese (n. 1932)
- 18 giugno - Stojan Andov, politico macedone (n. 1935)
- 18 giugno - Joan Brady, scrittrice e ballerina statunitense (n. 1939)
- 18 giugno - Shoutir Kishore Chatterjee, statistico indiano (n. 1934)
- 18 giugno - Anouk Aimée, attrice francese (n. 1932)
- 18 giugno - Rosalio Martires, cestista, attore e politico filippino (n. 1946)
- 18 giugno - Willie Mays, giocatore di baseball statunitense (n. 1931)
- 18 giugno - Armando Pugliese, attore, regista teatrale e direttore artistico italiano (n. 1947)
- 18 giugno - James Chance, sassofonista e cantautore statunitense (n. 1953)
- 18 giugno - Alessandra Valeri Manera, paroliera, autrice televisiva e produttrice televisiva italiana (n. 1956)
- 18 giugno - Regina Veloso, nuotatrice portoghese (n. 1939)
- 18 giugno - Franjo Vladić, calciatore jugoslavo (n. 1950)
- 19 giugno - Alfredo Arrigoni, calciatore italiano (n. 1935)
- 19 giugno - Jan Cremer, scrittore olandese (n. 1940)
- 19 giugno - Ennio Finzi, pittore italiano (n. 1931)
- 19 giugno - Reşat Güney, cestista turco (n. 1948)
- 19 giugno - Silvia Infantas, cantante e attrice cilena (n. 1923)
- 19 giugno - Jeronimo Lopez Mozo, drammaturgo e saggista spagnolo (n. 1942)
- 19 giugno - Stefano Malinverni, velocista italiano (n. 1959)
- 19 giugno - Katsue Miwa, doppiatrice giapponese (n. 1943)
- 20 giugno - Gerhard Aigner, calciatore, dirigente sportivo e arbitro di calcio tedesco (n. 1943)
- 20 giugno - Adriano Cavicchi, musicologo e giornalista italiano (n. 1934)
- 20 giugno - Lothar Gall, storico tedesco (n. 1936)
- 20 giugno - Drosos Kalotheou, calciatore cipriota (n. 1945)
- 20 giugno - Guram Kostava, schermidore sovietico (n. 1937)
- 20 giugno - Diego Orejuela, calciatore spagnolo (n. 1962)
- 20 giugno - Nicola Savarese, critico teatrale e curatore editoriale italiano (n. 1945)
- 20 giugno - Carlos Silva Valente, arbitro di calcio portoghese (n. 1948)
- 20 giugno - Donald Sutherland, attore canadese (n. 1935)
- 21 giugno - Gianfranco Agostino Gardin, arcivescovo cattolico e religioso italiano (n. 1944)
- 21 giugno - Salah Aboud Mahmoud, generale iracheno (n. 1942)
- 21 giugno - Guido Mancini, pilota motociclistico italiano (n. 1938)
- 21 giugno - Vera Slepoj, psicologa e scrittrice italiana (n. 1954)
- 21 giugno - François Thual, funzionario e politologo francese (n. 1944)
- 21 giugno - Wang Tiecheng, attore e politico cinese (n. 1936)
- 21 giugno - Zhang Xuelei, cestista e allenatore di pallacanestro cinese (n. 1963)
- 22 giugno - Sandro Benedetti, architetto e storico dell'architettura italiano (n. 1933)
- 22 giugno - Johan Dalgas Frisch, compositore, ingegnere e ornitologo brasiliano (n. 1930)
- 22 giugno - Rafael Edri, politico israeliano (n. 1937)
- 22 giugno - Pierre Gibert, presbitero francese (n. 1936)
- 22 giugno - John A. McDougall, medico e saggista statunitense (n. 1947)
- 22 giugno - Amit Singh Bakshi, hockeista su prato indiano (n. 1925)
- 22 giugno - Ivo Urban, calciatore e giornalista cecoslovacco (n. 1931)
- 23 giugno - Julio Foolio, rapper statunitense (n. 1998)
- 23 giugno - Michael Krause, hockeista su prato tedesco (n. 1946)
- 23 giugno - Angelo Paina, calciatore italiano (n. 1949)
- 23 giugno - José Ramón Ramos, cestista spagnolo (n. 1943)
- 23 giugno - Hugo Villanueva, calciatore cileno (n. 1939)
- 23 giugno - Lorenza de' Medici di Ottajano, giornalista e scrittrice italiana (n. 1926)
- 24 giugno - Anton Blok, antropologo olandese (n. 1935)
- 24 giugno - Anna Dmitrieva, tennista e telecronista sportiva sovietica (n. 1940)
- 24 giugno - Dragan Kapičić, cestista e dirigente sportivo jugoslavo (n. 1948)
- 24 giugno - Susana Ruiz Cerutti, politica e diplomatica argentina (n. 1940)
- 24 giugno - Shifty Shellshock, cantante e rapper statunitense (n. 1974)
- 24 giugno - Angelo Tassi, pittore italiano (n. 1937)
- 24 giugno - Alexandros Tombazis, architetto greco (n. 1939)
- 25 giugno - Lawrence Anastasi, schermidore statunitense (n. 1934)
- 25 giugno - Mohamed Arif, calciatore maldiviano (n. 1985)
- 25 giugno - Bill Cobbs, attore statunitense (n. 1934)
- 25 giugno - Giovanni Gavazzi, calciatore italiano (n. 1946)
- 25 giugno - Shayne Philpott, rugbista a 15 neozelandese (n. 1965)
- 25 giugno - Sika, wrestler samoano americano (n. 1945)
- 25 giugno - José Antonio Urtiaga, calciatore spagnolo (n. 1942)
- 26 giugno - Paolo Agostinacchio, politico italiano (n. 1938)
- 26 giugno - Peter Armbruster, fisico tedesco (n. 1931)
- 26 giugno - Francesco Maria Biscione, storico italiano (n. 1954)
- 26 giugno - Mykola Chrjapa, cestista ucraino (n. 1979)
- 26 giugno - Raimundo Frómeta, calciatore cubano (n. 1955)
- 26 giugno - Karl-Hans Laermann, politico tedesco (n. 1929)
- 26 giugno - Taiki Matsuno, doppiatore e attore giapponese (n. 1967)
- 26 giugno - Yaşar Yakış, politico e diplomatico turco (n. 1938)
- 27 giugno - Cristina Alberdi, politica, avvocata e attivista spagnola (n. 1946)
- 27 giugno - Marie-Christine Aulas, politica francese (n. 1945)
- 27 giugno - Paolo Di Cioccio, oboista e compositore italiano (n. 1963)
- 27 giugno - Manuel José Tavares Fernandes, calciatore e allenatore di calcio portoghese (n. 1951)
- 27 giugno - Kinky Friedman, scrittore, cantautore e giornalista statunitense (n. 1944)
- 27 giugno - Martin Mull, attore e musicista statunitense (n. 1943)
- 27 giugno - Landry N'Guémo, calciatore camerunese (n. 1985)
- 28 giugno - Jim Barrows, sciatore alpino e allenatore di sci alpino statunitense (n. 1944)
- 28 giugno - Lando Bartolini, tenore italiano (n. 1937)
- 28 giugno - Orlando Cepeda, giocatore di baseball portoricano (n. 1937)
- 28 giugno - Maurice Fournier, altista francese (n. 1933)
- 28 giugno - Yves Herbet, calciatore e allenatore di calcio francese (n. 1945)
- 28 giugno - Robert Irwin, storico, scrittore e orientalista britannico (n. 1946)
- 28 giugno - Claudio Mancini, produttore cinematografico italiano (n. 1928)
- 28 giugno - Mohamed Osman Jawari, politico somalo (n. 1945)
- 29 giugno - Lalla Latifa, principessa marocchina
- 29 giugno - Adolfo Bartoli, direttore della fotografia italiano (n. 1950)
- 29 giugno - Peter Collins, produttore discografico britannico (n. 1951)
- 29 giugno - Luciano Giovannetti, vescovo cattolico italiano (n. 1934)
- 29 giugno - Shi Ping, politico e supercentenario cinese (n. 1911)
- 29 giugno - Jacqueline de Jong, pittrice olandese (n. 1939)
- 30 giugno - Manuel Cargaleiro, ceramista e pittore portoghese (n. 1927)
- 30 giugno - Gilbert Desmet, ciclista su strada e dirigente sportivo belga (n. 1931)
- 30 giugno - Brian Kilby, maratoneta britannico (n. 1938)
- 30 giugno - Maria Rosaria Omaggio, attrice e scrittrice italiana (n. 1954)
- 30 giugno - Justin Shonga, calciatore zambiano (n. 1996)
- 30 giugno - Ileana Stana-Ionescu, attrice e politica romena (n. 1936)
- 30 giugno - Arno Stern, educatore tedesco (n. 1924)
- 30 giugno - Zhang Zhijie, giocatore di badminton cinese (n. 2007)